# Piney Point Village
Piney Point Village is een plaats (city) in de Amerikaanse staat Texas, en valt bestuurlijk gezien onder Harris County.

## Demografie
Bij de volkstelling in 2000 werd het aantal inwoners vastgesteld op 3380.
In 2006 is het aantal inwoners door het United States Census Bureau geschat op 3455, een stijging van 75 (2,2%).

## Geografie
Volgens het United States Census Bureau beslaat de plaats een oppervlakte van
5,5 km², geheel bestaande uit land.

## Plaatsen in de nabije omgeving
De onderstaande figuur toont nabijgelegen plaatsen in een straal van 4 km rond Piney Point Village.